# Buruanga
Buruanga (officiellement municipalité d'Ibajay : en aklanon Banwa it Buruanga ; en hiligaïnon Banwa sang Buruanga ; en tagalog : Bayan ng Buruanga) est une municipalité de cinquième classe de la province d'Aklan, aux Philippines.
Lors du recensement de 2020, sa population s'élève à 19 357 habitants.

## Géographie
Buruanga est l'une des dix-sept municipalités de la province d'Aklan, sur l'île de Panay, dans la région des Visayas occidentales au centre des Philippines. C'est une municipalité côtière, située à la pointe nord de l'île, en bordure de la mer de Sulu, à 81 kilomètres au nord de Kalibo, chef-lieu de la province.
D'une superficie totale de 88,50 kilomètres carrés, Buruanga est divisée administrativement en 15 barangays (districts) :
- Alegria
- Bagongbayan
- Balusbos
- Bel-is
- Cabugan
- El Progreso
- Habana
- Katipunan
- Mayapay
- Nazareth
- Panilongan
- Poblacion
- Santander
- Tag-osip
- Tigum

Une partie du Parc naturel du nord-ouest de la péninsule de Panay (en) est située sur le territoire du barangay montagneux de Tag-osip.